# Nisoniades
Nisoniades is een geslacht van vlinders van de familie dikkopjes (Hesperiidae), uit de onderfamilie Pyrginae.

## Soorten
- N. bessus (Möschler, 1876)
- N. bipuncta (Schaus, 1902)
- N. brazia Evans, 1953
- N. brunneata (Williams & Bell, 1939)
- N. castolus (Hewitson, 1878)
- N. centralis Mielke, 1967
- N. comitana Freeman, 1969
- N. ephora (Herrich-Schäffer, 1870)
- N. haywardi (Williams & Bell, 1939)
- N. heliodore Hayward, 1939
- N. indistincta (Williams & Bell, 1939)
- N. laurentina (Williams & Bell, 1939)
- N. macarius (Herrich-Schäffer, 1870)
- N. mimas (Cramer, 1775)
- N. nyctineme (Butler, 1877)
- N. rimana (Bell, 1942)
- N. rubescens (Möschler, 1876)